# Malina
Segons la mitologia inuit, Malina és la deessa del Sol i Anningan, el seu germà, el déu de la Lluna. Les diferents mites serveixen per explicar el moviment del sol i de la lluna al cel.
En una versió ivien junts, fins que un dia van tenir una disputa i Malina, el sol va fugir, perseguit per Anningan, la Lluna. En la cursa, la lluna oblidava menjar i va aprimir-se contínuament. Malt rarament, quan hi ha un eclipse solar, Anningan atrapa el sol.
En un altre mite molt estès, l'Anningan va violar la seva germana Malina, la qual va lluitar amb ell fent vessar un llum d'oli de foca (del qual es va tacar les mans). Quan va intentar apartar la cara d'Anningan, degut a l'oli de foca, aquesta va quedar tota negre. Després de la violació, la Malina va fugir i va continuar fugint d'Anningan per la resta de l'eternitat, ja que ell mai no va deixar de perseguir-la. En arribar al cel, la Malina es va transformar en el Sol i l'Anningan en la Lluna.